# كومارنا
كومارنا هي قرية تقع في إقليم ياش في رومانيا وبلغ عدد سكانها 4,532 نسمة في عام 2002م.